# Australian Juniors 2008
Das Australian Juniors 2008 als bedeutendstes internationales Nachwuchsturnier von Australien im Badminton fand vom 24. bis zum 27. Juli 2008 im Ken Kay Badminton Stadium in Wendouree in Ballarat statt.

## Sieger und Platzierte
| Disziplin    | Gold                       | Silber                            | Bronze                      |
| ------------ | -------------------------- | --------------------------------- | --------------------------- |
| Herreneinzel | James Eunson               | Bjorn Seguin                      | Ethan Haggo                 |
| Herreneinzel | James Eunson               | Bjorn Seguin                      | Boris Ma                    |
| Dameneinzel  | Jessica Jonggowisastro     | Victoria Na                       | Karyn Velez                 |
| Dameneinzel  | Jessica Jonggowisastro     | Victoria Na                       | Leanne Choo                 |
| Herrendoppel | James Eunson Ethan Haggo   | Ashraf Dhoray Oliver Leydon-Davis | Jack Burgess Nathan David   |
| Herrendoppel | James Eunson Ethan Haggo   | Ashraf Dhoray Oliver Leydon-Davis | Ashwant Gobinathan Boris Ma |
| Damendoppel  | Emily Ang Kritteka Gregory | Kashmira Gobinathan Victoria Na   | Olivia Na Tara Pilven       |
| Damendoppel  | Emily Ang Kritteka Gregory | Kashmira Gobinathan Victoria Na   | Leanne Choo Louisa Ma       |
| Mixed        | Samuel Ho Leanne Choo      | Oliver Leydon-Davis Emily Ang     | Brendan Chu Tara Pilven     |
| Mixed        | Samuel Ho Leanne Choo      | Oliver Leydon-Davis Emily Ang     | Bjorn Seguin Emma Chapple   |